# El pastor sobre la roca

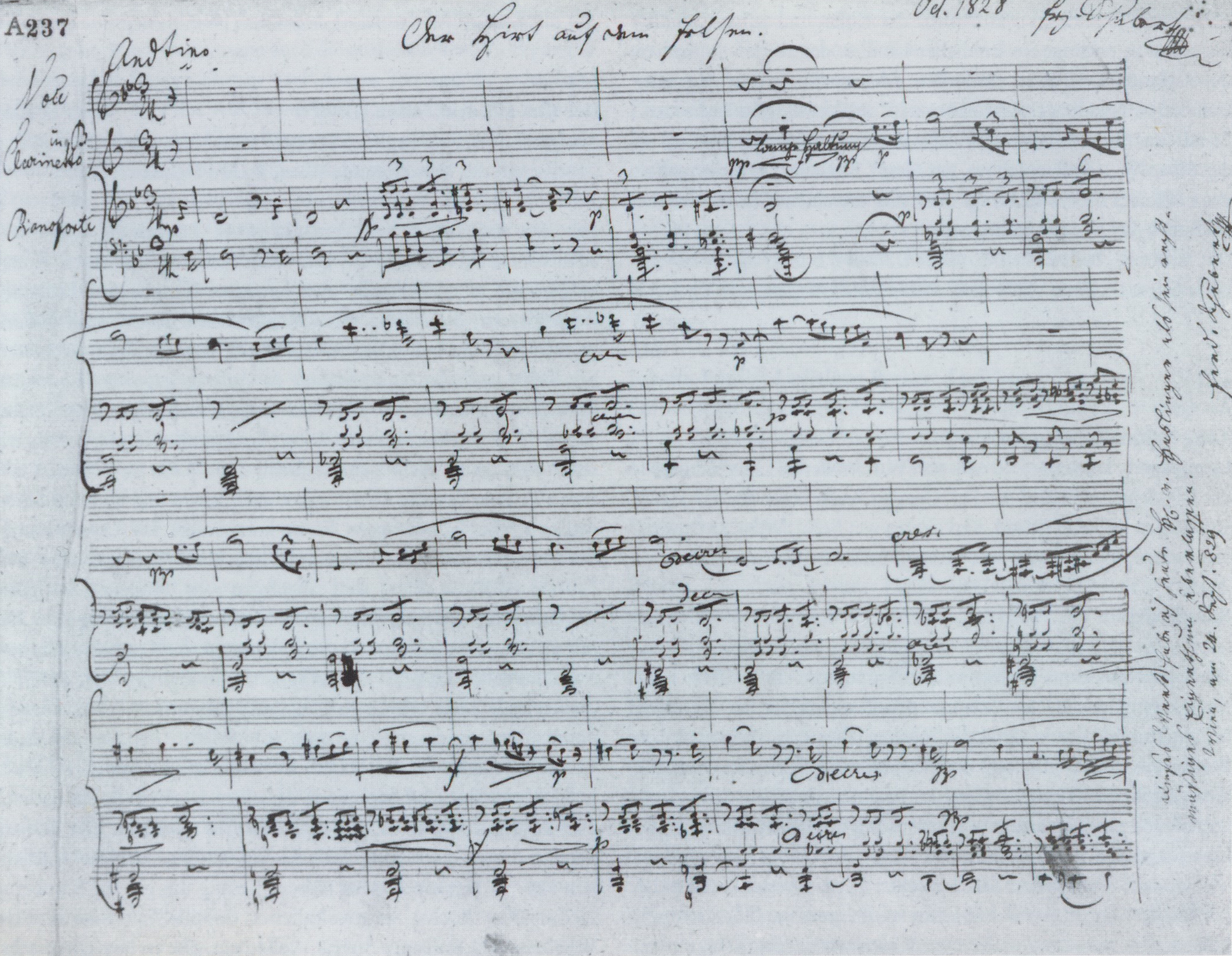
Facsímil de la partitura de la composició.

El pastor sobre la roca (Der Hirt auf dem Felsen) D. 965, és un lied per a soprano, clarinet i piano del compositor vienès Franz Schubert. Va ser escrita l'any 1828, just els darrers mesos de vida del compositor.

## Antecedents
La peça va ser escrita com a encàrrec de la soprano vienesa Pauline Anna Milder-Hauptmann. Anys abans de la composició del lied, la soprano va anar insistint reiteradament en la proposta de compondre-li una peça, a través d'intermediaris que li transmetien a Schubert la voluntat de la cantant. Demanava una obra com una gran escena vocal on pogués mostrar els seus dots com a cantant virtuosa.
En herència de l'ideari romàntic tan estès en aquella època, la peça conté nombrosos passatges virtuosos els quals van ser exigits per la soprano, per mitjà dels quals volia transmetre una àmplia varietat d'emocions i sentiments. Les dinàmiques, els salts de registres i les àmplies frases plasmen aquesta virtuositat reclamada.
Així doncs, l'obra es va publicar un any i mig després de la mort de Schubert. La soprano la cantà per primera vegada a la Casa dels Caps Negres a Riga el 10 de febrer de 1830.

## Estructura
Es podria analitzar l'obra dividint-la en tres seccions temàtiques generals.
La primera secció engloba el que seria una petita introducció d'uns escassos compassos, realitzada pel piano. Més tard es dona lloc al primer tema introduït pel clarinet amb el piano. Es podria interpretar també aquesta intervenció del clarinet sol com la gran introducció anticipada del tema que després realitzarà idènticament la soprano. Es tracta d'una secció amb un caràcter càlid i amable, amb frases llargues i amb efectes d'eco entre el clarinet i la cantant que donen a entendre la imatge del pastor al mig de la vall.
La segona secció és presentada en contrast amb l'anterior tema. Segueixen sent temes llargs els quals predominen a la major part de la peça. En aquest cas la soprano pren la iniciativa mentre el clarinet intervé breu i puntualment entre frase i frase. La modulació al mode menor ens transmet un caràcter més introvertit, obscur i dramàtic. El pastor expressa el seu desconsol i transmet la seva trista soledat de la muntanya.
Per acabar, la darrera secció de la peça es caracteritza pel seu canvi joiós i juganer. Simbolitza un canvi esperançador en veure que la primavera ja és a prop i amb ella, també el renaixement. El canvi a la secció es plasma amb la modulació a tonalitat major, el canvi de tempo, la virtuositat de notes i la interactuació entre la soprano i el clarinet sol amb un caràcter més juganer.

## Lletres
Els versos del Lied van ser extrets de dos treballs de diferents autors.
Els quatre primers i l'últim van estar agafats dels treballs de Wilhelm Müller, mentre que el cinqué i sisé van ser escrits per l'autor Karl August Varnhagen von Ense.
Wilhelm Müller – Der Berghirt (Pastor de la muntanya)
Wenn auf dem höchsten Fels ich steh',
In's tiefe Tal hernieder seh',
Und singe.

Fern aus dem tiefen dunkeln Tal
Schwingt sich empor der Widerhall
Der Klüfte.

Je weiter meine Stimme dringt,
Je heller sie mir wieder klingt
Von unten.

Mein Liebchen wohnt so weit von mir,
Drum sehn' ich mich so heiß nach ihr
Hinüber.
Quan sóc sobre la roca més elevada
miro des d'allà la profunda vall,
i canto.
Llunyana des de la profunda i fosca vall
s'eleva l'eco
de l'abisme rocós.
Quan més llunyana arribi la meva veu,
tan més transparent retorna
de les profunditats.
La meva ben estimada habita, tan allunyada de mi,
que jo sospiro apassionadament
per ella.
Varnhagen – Nächtlicher Schall (So nocturn)
In tiefem Gram verzehr ich mich,
Mir ist die Freude hin,
Auf Erden mir die Hoffnung wich,
Ich hier so einsam bin.

So sehnend klang im Wald das Lied,
So sehnend klang es durch die Nacht,
Die Herzen es zum Himmel zieht
Mit wunderbarer Macht.
Em consumeix un profund turment.
Per mi no hi ha més alegria,
Sobre la terra ha desaparegut l'esperança,
estic tan sols aquí.
El cant ressonà com nostàlgia al bosc,
Així, nostàlgic, ressonà en la nit
atraient els cors cap al cel
amb meravellosa força.
Wilhelm Müller – Liebesgedanken (Pensaments d'amor)
Der Frühling will kommen,
Der Frühling, meine Freud',
Nun mach' ich mich fertig
Zum Wandern bereit.
La primavera s'apropa,
la primavera, el meu goig,
jo em preparo, per tant
a iniciar el meu camí.